# Горки (Днепропетровская область)
Го́рки (укр. Гірки) — село,
Горковский сельский совет,
Синельниковский район,
Днепропетровская область,
Украина.
Код КОАТУУ — 1224881301. Население по переписи 2001 года составляло 323 человека.
Является административным центром Горковского сельского совета, в который, кроме того, входят сёла
Бурхановка,
Владимировское,
Запорожское,
Надеждино,
Третяковка и
Троицкое.

## Географическое положение
Село Горки находится на правом берегу реки Нижняя Терса,
выше по течению на расстоянии в 1 км расположено село Троицкое,
ниже по течению на расстоянии в 1 км расположено село Новоалександровка,
на противоположном берегу — село Запорожское.
По селу протекает пересыхающий ручей с запрудой.
На реке сделано несколько запруд.

## Объекты социальной сферы
- Детский сад.
- Фельдшерский пункт.
- Клуб.